# Ед II Блуаський
Ед II Блуаський (фр. Eudes II de Blois; бл. 983 — 15 листопада 1037) — граф Блуа, Шартра, Труа, Мо, Провена, Тура, Реймса, Бове, Мо і Шатодена. Відомий як Ед Шампанський (фр. Eudes le Champenois).

## Життєпис
Походив з Блуаського дому. Третій син Еда, графа Блуа, та Берти Бургундської. Народився близько 983 року. У 996 році після смерті батька отримав невеличкі володіння.
Наприкінці 1003 або на початку 1004 року пошлюбив доньку герцога Нормандського, отримавши в якості посагу графство Дре. 1004 року після смерті брата Теобальда II успадкував графство Блуа. 1005 року раптово померла дружина Еда II. Тому його тесть Річард I Нормандський почав вимагати повернення посагу, на що Ед II відмовився. Це призвело до війни між ними, в якій Ед II зазнав поразки. Водночас граф Блуа оженився вдруге. У 1007 році за арбітражем французького короля Роберта II графство Дре залишилося за Едом II.
У 1015 році обміняв у свого родича Роже I де Блуа, єпископа Бове, частину графства Бове на місто і сеньйорію Сансер. 1016 року у битві біля Пантлеві зазнав поразки від Фулька III, графа Анжу, та Герберта I, графа Мена. 1018 року прийшов на допомогу до Рудольфа III, короля Бургундії, що боровся проти імператора Священної Римської імперії Конрада II. Спочатку Ед II боровся проти Тьєррі I, герцога Верхньої Лотарингії, та його сина-співправителя Фрідріха.
У 1019 або 1020 році, не залишивши спадкоємців, помер Етьєн I, граф Труа і Мо. Роберт II, король Франції, передав його володіння Еду II. Натомість останній був змушений поступитися королю графство Дре. У 1022 році за підтримки Фульберта, єпископа Шартру, та Річарда II, герцога Нормандії, вступив у конфлікт з Ебля де Русі, архієпископом Реймсу, за графство Реймс. Втім внаслідок тиску з боку французького короля та імператора Ед II вимушений був відмовитися від Реймського графства на користь архієпископа.
У 1023 році вступив у конфлікт за прикордонні землі з Тьєррі I, герцогом Верхньої Лотарингії, та Феррі, графом Туля. Ед II зумів захопити частину їх володінь, де побудував фортеці Бурмона в Бассині й Вокулер на Мезе. Втім незабаром вони були зруйновані за наказом імператора Генріха II, в юрисдикції якого знаходилися ці території. 
1024 року ломбардські барони запропонували Еду II корону Італії, але згодом відкликали свою пропозицію, побоюючись конфлікту з Францією. Того ж року після обрання королем Німеччини Конрада Шпейєрського, Ед II приєднався до прихильників іншого претендента — Конрада II, герцога Каринтії. Але серед них не було єдності, тому шляхом застосування сили й поступок Конрад II зумів побороти своїх супротивників. 
У 1032 році після смерті Рудольфа III, короля Бургундії, що не залишив спадкоємців, Ед II, як небіж бургундського короля, втрутився у боротьбу за його спадщину. Йому протистояв офіційний спадкоємець імператор Конрад II. Ед II де Блуа зайняв Бургундію, почавши так звану Війну за бургундську спадщину. Його підтримав Рено I, граф Бургундії.
1037 року Ед II, скориставшись походом Конрада II до Північної Італії, рушив до Аахену, атакувавши спочатку Лотарингію. Проте у битві біля Бар-ле-Дюка граф Блуаський зазнав поразки й сам загинув. Його володіння було поділено між синами.

## Родина
1. Дружина — Матильда, донька Річарда I, герцога Нормандії
дітей не було
2. Дружина — Ірменгарда, донька Вільгельма IV, графа Оверні
Діти:
- Теобальд (1010/1012 — 1089), граф Блуа
- Берта (д/н—1085), дружина Алена III, герцога Бретаі; 2) Гуго IV, граф Мена
- Етьєн (д/н— 1048), граф Труа і Мо